# Liste der Gemarkungen im Landkreis Nürnberger Land
Die Liste der Gemarkungen im Landkreis Nürnberger Land umfasst die 138 Gemarkungen des Landkreises Nürnberger Land im Regierungsbezirk Mittelfranken des Freistaat Bayerns. 16 Gemarkungen sind hiervon gemeindeübergreifend.

## Gemarkungen im Landkreis Nürnberger Land
| Nr.    | Gemarkung                 | Gemeinde bzw. gemeindefreies Gebiet | Gemeindeteile | Fläche in km² | Flur- stücke | ⌀-Fläche in m² | Quelle  |
| ------ | ------------------------- | ----------------------------------- | --- | ------------- | ------------ | -------------- | ------- |
| 093502 | Alfeld                    | Alfeld                              | Alfeld, Claramühle, Haubmühle, Kauerheim, Kirchthalmühle, Kursberg, Nonnhof, Otzenberg, Regelsmühle, Rosenmühle, Ziegelhütte | 8,591         | 1640         | 5238,55        | [ 2 ]   |
| 093560 | Pollanden                 | [mehrere]                           | | 12,461        | 1834         | 6794,63        | [ 3 ]   |
| 093560 | Pollanden 0               | Alfeld                              | Lieritzhofen, Pollanden, Röthenfeld, Seiboldstetten, Waller, Wettersberg, Wörleinshof                                        |               |              |                |         |
| 093560 | Pollanden 1               | Happurg                             | Gotzenberg |               |              |                |         |
| 093402 | Altdorf bei Nürnberg      | Altdorf bei Nürnberg                | Altdorf bei Nürnberg, Fallhaus, Lochmannshof, Prethalmühle, Schleifmühle und Ziegelhütte (zum Teil)                          | 9,811         | 7049         | 1391,82        | [ 4 ]   |
| 093413 | Eismannsberg              | Altdorf bei Nürnberg                | Eismannsberg, Wappeltshofen                                                                                                  | 6,177         | 1362         | 4535,14        | [ 5 ]   |
| 093430 | Grünsberg                 | Altdorf bei Nürnberg                | Grünsberg, Prackenfels, Stürzelhof, Weinhof                                                                                  | 2,463         | 892          | 2761,76        | [ 6 ]   |
| 093431 | Hagenhausen               | Altdorf bei Nürnberg                | Hagenhausen | 5,177         | 1807         | 2832,03        | [ 7 ]   |
| 093453 | Penzenhofen               | [mehrere]                           | | 4,604         | 1310         | 3514,79        | [ 8 ]   |
| 093453 | Penzenhofen 0             | Altdorf bei Nürnberg                | Au, Ludersheim |               |              |                |         |
| 093453 | Penzenhofen 1             | Winkelhaid                          | Penzenhofen |               |              |                |         |
| 093455 | Pühlheim                  | Altdorf bei Nürnberg                | Adelheim, Hegnenberg, Pühlheim, Raschbach                                                                                    | 6,324         | 1535         | 4120,02        | [ 9 ]   |
| 093456 | Rasch                     | Altdorf bei Nürnberg                | Rasch | 5,692         | 2158         | 2637,68        | [ 10 ]  |
| 093459 | Rieden                    | Altdorf bei Nürnberg                | Oberrieden, Unterrieden | 7,059         | 1361         | 5186,62        | [ 11 ]  |
| 093460 | Röthenbach bei Altdorf    | Altdorf bei Nürnberg                | Oberwellitzleithen, Röthenbach bei Altdorf, Unterwellitzleithen, Ziegelhütte (zum Teil)                                      | 3,113         | 1026         | 3033,73        | [ 12 ]  |
| 093509 | Behringersdorfer Forst    | Behringersdorfer Forst              | | 11,154        | 39           | 286004,32      | [ 13 ]  |
| 093406 | Brunn                     | [mehrere]                           | | 13,776        | 907          | 15188,91       | [ 14 ]  |
| 093406 | Brunn 0                   | Leinburg                            | Fuchsmühle (zum Teil) |               |              |                |         |
| 093406 | Brunn 1                   | Nürnberg                            | Brunn, Netzstall |               |              |                |         |
| 093406 | Brunn 2                   | Brunn                               | |               |              |                |         |
| 093408 | Burgthann                 | Burgthann                           | Burgthann, Mimberg, Pattenhofen                                                                                              | 7,531         | 3658         | 2058,73        | [ 15 ]  |
| 093410 | Dörlbach                  | Burgthann                           | Dörlbach, Peunting, Westhaid                                                                                                 | 4,890         | 1057         | 4625,87        | [ 16 ]  |
| 093416 | Ezelsdorf                 | Burgthann                           | Ezelsdorf, Steinbach | 5,712         | 2339         | 2441,93        | [ 17 ]  |
| 093429 | Grub                      | Burgthann                           | Großvoggenhof, Grub | 5,080         | 1554         | 3269,15        | [ 18 ]  |
| 093451 | Oberferrieden             | [mehrere]                           | | 5,449         | 1824         | 2987,25        | [ 19 ]  |
| 093451 | Oberferrieden 0           | Burgthann                           | Bachmühle, Heinleinshof, Oberferrieden, Rübleinshof                                                                          |               |              |                |         |
| 093451 | Oberferrieden 1           | Schwarzenbruck                      | Pfeifferhütte (zum Teil) |               |              |                |         |
| 093466 | Schwarzenbach             | Burgthann                           | Osterhof, Schwarzenbach | 3,144         | 1372         | 2291,80        | [ 20 ]  |
| 093473 | Unterferrieden            | Burgthann                           | Unterferrieden | 9,131         | 2049         | 4456,52        | [ 21 ]  |
| 093516 | Engelthal                 | Engelthal                           | Engelthal, Peuerling | 6,809         | 1590         | 4282,66        | [ 22 ]  |
| 093548 | Kruppach                  | Engelthal                           | Kruppach, Prosberg | 4,413         | 957          | 4611,09        | [ 23 ]  |
| 093571 | Sendelbach                | Engelthal                           | Krönhof, Sendelbach | 2,403         | 697          | 3448,10        | [ 24 ]  |
| 093481 | Engelthaler Forst         | Engelthaler Forst                   | | 2,471         | 24           | 100694,02      | [ 25 ]  |
| 093417 | Feucht                    | Feucht                              | Feucht | 6,764         | 6097         | 1109,43        | [ 26 ]  |
| 093482 | Feuchter Forst            | [mehrere]                           | | 20,829        | 231          | 90169,18       | [ 27 ]  |
| 093482 | Feuchter Forst 0          | Feucht                              | |               |              |                |         |
| 093482 | Feuchter Forst 1          | Feuchter Forst                      | |               |              |                |         |
| 093446 | Moosbach                  | Feucht                              | Gauchsmühle, Hahnhof, Moosbach, Weiherhaus                                                                                   | 3,033         | 1115         | 2719,92        | [ 28 ]  |
| 093418 | Fischbach bei Nürnberg    | [mehrere]                           | | 24,167        | 7107         | 3400,05        | [ 29 ]  |
| 093418 | Fischbach bei Nürnberg 0  | Nürnberg                            | Altenfurt, Birnthon, Fischbach bei Nürnberg, Moorenbrunn                                                                     |               |              |                |         |
| 093418 | Fischbach bei Nürnberg 1  | Fischbach                           | |               |              |                |         |
| 093483 | Forsthof                  | Forsthof                            | | 7,428         | 43           | 172749,77      | [ 30 ]  |
| 093526 | Günthersbühler Forst      | Günthersbühler Forst                | | 5,920         | 44           | 134544,56      | [ 31 ]  |
| 093484 | Haimendorfer Forst        | Haimendorfer Forst                  | | 7,526         | 60           | 125426,32      | [ 32 ]  |
| 093529 | Happurg                   | Happurg                             | Deckersberg, Happurg | 12,190        | 4208         | 2896,79        | [ 33 ]  |
| 093511 | Breitenbrunn              | [mehrere]                           | | 7,017         | 1297         | 5410,19        | [ 34 ]  |
| 093511 | Breitenbrunn 0            | Happurg                             | Hartenberg, Vorderhaslach |               |              |                |         |
| 093511 | Breitenbrunn 1            | Offenhausen                         | Breitenbrunn, Hinterhaslach                                                                                                  |               |              |                |         |
| 093519 | Förrenbach                | Happurg                             | Förrenbach, Molsberg, See | 11,291        | 2556         | 4417,40        | [ 35 ]  |
| 093542 | Kainsbach                 | Happurg                             | Kainsbach, Mosenhof, Reicheneck, Schupf                                                                                      | 10,034        | 2159         | 4647,65        | [ 36 ]  |
| 093530 | Hartenstein               | Hartenstein                         | Engenthal, Güntersthal, Hartenstein, Häuslfeld, Höflas, Neuensorg                                                            | 8,753         | 1224         | 7150,99        | [ 37 ]  |
| 093517 | Enzendorf                 | Hartenstein                         | Enzendorf, Griesmühle, Harnbach, Lungsdorf, Rupprechtstegen                                                                  | 7,289         | 1467         | 4968,37        | [ 38 ]  |
| 093524 | Grünreuth                 | Hartenstein                         | Großmeinfeld, Grünreuth, Kleinmeinfeld, Loch                                                                                 | 8,723         | 1139         | 7658,67        | [ 39 ]  |
| 093534 | Henfenfeld                | Henfenfeld                          | Henfenfeld | 6,636         | 3179         | 2087,60        | [ 40 ]  |
| 093535 | Hersbruck                 | Hersbruck                           | Großviehberg, Hersbruck | 9,892         | 6103         | 1620,82        | [ 41 ]  |
| 093504 | Altensittenbach           | [mehrere]                           | | 7,051         | 2930         | 2406,63        | [ 42 ]  |
| 093504 | Altensittenbach 0         | Hersbruck                           | Altensittenbach, Hagenmühle, Kühnhofen                                                                                       |               |              |                |         |
| 093504 | Altensittenbach 1         | Reichenschwand                      | |               |              |                |         |
| 093515 | Ellenbach                 | Hersbruck                           | Ellenbach, Leutenbach, Weiher                                                                                                | 6,047         | 1561         | 3874,09        | [ 43 ]  |
| 093544 | Kirchensittenbach         | Kirchensittenbach                   | Kirchensittenbach | 3,171         | 1271         | 2494,55        | [ 44 ]  |
| 093503 | Algersdorf                | Kirchensittenbach                   | Algersdorf, Dietershofen, Entmersberg, Hohenstein, Morsbrunn, Obermühle, Steinensittenbach                                   | 14,096        | 2646         | 5327,40        | [ 45 ]  |
| 093507 | Aspertshofen              | Kirchensittenbach                   | Aspertshofen | 2,817         | 793          | 3552,78        | [ 46 ]  |
| 093546 | Kleedorf                  | Kirchensittenbach                   | Hopfengartenmühle, Kleedorf, Unterkrumbach                                                                                   | 3,999         | 963          | 4152,63        | [ 47 ]  |
| 093554 | Oberkrumbach              | Kirchensittenbach                   | Oberkrumbach | 4,607         | 1115         | 4131,87        | [ 48 ]  |
| 093577 | Treuf                     | [mehrere]                           | | 17,643        | 1985         | 8888,25        | [ 49 ]  |
| 093577 | Treuf 0                   | Kirchensittenbach                   | Kreppling, Siglitzberg, Siglitzhof, Stöppach, Treuf                                                                          |               |              |                |         |
| 093577 | Treuf 1                   | Velden                              | Gerhelm, Henneberg, Immendorf, Münzinghof, Raitenberg                                                                        |               |              |                |         |
| 093583 | Wallsdorf                 | Kirchensittenbach                   | Hillhof, Menschhof, Wallsdorf                                                                                                | 4,584         | 530          | 8648,86        | [ 50 ]  |
| 093485 | Laufamholzer Forst        | Laufamholzer Forst                  | | 6,553         | 59           | 111075,88      | [ 51 ]  |
| 093550 | Lauf an der Pegnitz       | Lauf an der Pegnitz                 | Lauf an der Pegnitz, Sankt Kunigunda                                                                                         | 8,071         | 6050         | 1333,97        | [ 52 ]  |
| 093508 | Beerbach                  | Lauf an der Pegnitz                 | Beerbach, Tauchersreuth | 4,110         | 723          | 5684,27        | [ 53 ]  |
| 093512 | Bullach                   | Lauf an der Pegnitz                 | Bullach | 2,066         | 498          | 4148,42        | [ 54 ]  |
| 093513 | Dehnberg                  | Lauf an der Pegnitz                 | Dehnberg, Egelsee, Höflas | 4,391         | 859          | 5112,01        | [ 55 ]  |
| 093525 | Günthersbühl              | Lauf an der Pegnitz                 | Günthersbühl, Hub, Nuschelberg                                                                                               | 3,537         | 904          | 3912,51        | [ 56 ]  |
| 093536 | Heuchling                 | Lauf an der Pegnitz                 | Heuchling | 3,454         | 1693         | 2040,05        | [ 57 ]  |
| 093552 | Neunhof                   | Lauf an der Pegnitz                 | Neunhof | 6,515         | 1584         | 4112,82        | [ 58 ]  |
| 093556 | Oedenberg                 | Lauf an der Pegnitz                 | Gaisreuth, Oedenberg, Simmelberg                                                                                             | 1,352         | 308          | 4391,20        | [ 59 ]  |
| 093570 | Schönberg                 | [mehrere]                           | | 8,105         | 1825         | 4440,83        | [ 60 ]  |
| 093570 | Schönberg 0               | Lauf an der Pegnitz                 | Nessenmühle, Schönberg |               |              |                |         |
| 093570 | Schönberg 1               | Schönberg                           | |               |              |                |         |
| 093574 | Simonshofen               | Lauf an der Pegnitz                 | Simonshofen | 8,862         | 1295         | 6843,58        | [ 61 ]  |
| 093580 | Veldershof                | Lauf an der Pegnitz                 | Kotzenhof, Kuhnhof, Rudolfshof, Seiboldshof, Veldershof, Vogelhof                                                            | 4,735         | 2503         | 1891,60        | [ 62 ]  |
| 093584 | Weigenhofen               | [mehrere]                           | | 9,473         | 2646         | 3580,06        | [ 63 ]  |
| 093584 | Weigenhofen 0             | Lauf an der Pegnitz                 | Kohlschlag, Weigenhofen |               |              |                |         |
| 093584 | Weigenhofen 1             | Ottensoos                           | Rüblanden |               |              |                |         |
| 093585 | Wetzendorf                | [mehrere]                           | | 2,533         | 1433         | 1767,80        | [ 64 ]  |
| 093585 | Wetzendorf 0              | Lauf an der Pegnitz                 | Letten, Wetzendorf |               |              |                |         |
| 093585 | Wetzendorf 1              | Röthenbach an der Pegnitz           | Himmelgarten |               |              |                |         |
| 093442 | Leinburg                  | [mehrere]                           | | 8,453         | 2178         | 3880,86        | [ 65 ]  |
| 093442 | Leinburg 0                | Leinburg                            | Fuchsmühle (zum Teil), Heiligenmühle, Leinburg                                                                               |               |              |                |         |
| 093442 | Leinburg 1                | Leinburg                            | |               |              |                |         |
| 093409 | Diepersdorf               | Leinburg                            | Diepersdorf, Scheerau | 4,513         | 2054         | 2197,02        | [ 66 ]  |
| 093414 | Entenberg                 | Leinburg                            | Entenberg | 2,269         | 958          | 2368,27        | [ 67 ]  |
| 093422 | Gersdorf                  | Leinburg                            | Gersberg, Gersdorf, Pötzling, Reuth                                                                                          | 6,736         | 1885         | 3573,30        | [ 68 ]  |
| 093452 | Oberhaidelbach            | Leinburg                            | Oberhaidelbach | 2,271         | 696          | 3263,12        | [ 69 ]  |
| 093474 | Unterhaidelbach           | Leinburg                            | Pühlhof, Unterhaidelbach, Weihersberg                                                                                        | 2,499         | 795          | 3144,00        | [ 70 ]  |
| 093475 | Weißenbrunn               | Leinburg                            | Ernhofen, Weißenbrunn, Winn                                                                                                  | 6,895         | 2127         | 3241,81        | [ 71 ]  |
| 093551 | Neuhaus an der Pegnitz    | Neuhaus an der Pegnitz              | Neuhaus an der Pegnitz | 4,096         | 1432         | 2859,99        | [ 72 ]  |
| 093537 | Höfen                     | Neuhaus an der Pegnitz              | Hammerschrott, Höfen, Mosenberg, Ranna, Ziegelhütte                                                                          | 7,942         | 1181         | 6725,11        | [ 73 ]  |
| 093547 | Krottensee                | Neuhaus an der Pegnitz              | Krottensee | 6,401         | 1009         | 6344,30        | [ 74 ]  |
| 093566 | Rothenbruck               | Neuhaus an der Pegnitz              | Bärnhof, Finstermühle, Rehberg, Rothenbruck                                                                                  | 4,860         | 923          | 5264,96        | [ 75 ]  |
| 093553 | Neunkirchen am Sand       | Neunkirchen am Sand                 | Neunkirchen am Sand | 3,033         | 1084         | 2797,96        | [ 76 ]  |
| 093543 | Kersbach                  | Neunkirchen am Sand                 | Kersbach, Weißenbach | 4,220         | 1087         | 3882,17        | [ 77 ]  |
| 093565 | Rollhofen                 | Neunkirchen am Sand                 | Eichig, Rollhofen, Wolfshöhe                                                                                                 | 2,850         | 956          | 2981,51        | [ 78 ]  |
| 093575 | Speikern                  | Neunkirchen am Sand                 | Speikern | 4,024         | 1497         | 2688,01        | [ 79 ]  |
| 093557 | Offenhausen               | Offenhausen                         | Aichamühle, Birkensee, Egensbach, Hallershof, Offenhausen, Schrotsdorf                                                       | 9,505         | 3605         | 2636,70        | [ 80 ]  |
| 093549 | Kucha                     | Offenhausen                         | Kucha, Mittelhof, Oberndorf                                                                                                  | 4,905         | 1405         | 3491,05        | [ 81 ]  |
| 093587 | Püscheldorf               | Offenhausen                         | Ittelshofen, Klingenhof, Püscheldorf                                                                                         | 3,325         | 857          | 3879,51        | [ 82 ]  |
| 093559 | Ottensoos                 | Ottensoos                           | Bräunleinsberg, Ottensoos | 6,774         | 3087         | 2194,27        | [ 83 ]  |
| 093561 | Pommelsbrunn              | Pommelsbrunn                        | Althaus, Appelsberg, Pommelsbrunn, Reckenberg                                                                                | 6,413         | 1870         | 3429,65        | [ 84 ]  |
| 093506 | Arzlohe                   | Pommelsbrunn                        | Arzlohe, Guntersrieth, Mittelburg, Stallbaum, Waizenfeld                                                                     | 10,598        | 2261         | 4687,35        | [ 85 ]  |
| 093518 | Eschenbach                | Pommelsbrunn                        | Eschenbach | 4,796         | 1703         | 2816,19        | [ 86 ]  |
| 093531 | Hartmannshof              | Pommelsbrunn                        | Hartmannshof, Hunas | 3,594         | 1313         | 2736,90        | [ 87 ]  |
| 093533 | Heldmannsberg             | Pommelsbrunn                        | Heldmannsberg, Hofstetten, Wüllersdorf                                                                                       | 6,359         | 1027         | 6191,63        | [ 88 ]  |
| 093538 | Hohenstadt                | Pommelsbrunn                        | Hohenstadt, Kleinviehberg | 11,338        | 1844         | 6148,53        | [ 89 ]  |
| 093540 | Hubmersberg               | Pommelsbrunn                        | Bürtel, Fischbrunn, Hegendorf, Heuchling, Hubmersberg                                                                        | 11,338        | 1844         | 6148,53        | [ 90 ]  |
| 093563 | Reichenschwand            | Reichenschwand                      | Leuzenberg, Oberndorf, Reichenschwand                                                                                        | 6,748         | 2567         | 2628,83        | [ 91 ]  |
| 093564 | Röthenbach an der Pegnitz | Röthenbach an der Pegnitz           | Röthenbach an der Pegnitz | 9,473         | 3531         | 2682,86        | [ 92 ]  |
| 093528 | Haimendorf                | Röthenbach an der Pegnitz           | Grüne Au, Haimendorf, Moritzberg, Renzenhof, Rockenbrunn                                                                     | 3,991         | 1173         | 3402,56        | [ 93 ]  |
| 093567 | Rückersdorf               | Rückersdorf                         | Ludwigshöhe, Rückersdorf, Strengenberg                                                                                       | 3,520         | 3071         | 1146,27        | [ 94 ]  |
| 093568 | Rückersdorfer Forst       | [mehrere]                           | | 5,202         | 23           | 226158,37      | [ 95 ]  |
| 093568 | Rückersdorfer Forst 1     | Rückersdorfer Forst                 | |               |              |                |         |
| 093568 | Rückersdorfer Forst 0     | Rückersdorf                         | |               |              |                |         |
| 093569 | Schnaittach               | Schnaittach                         | Schnaittach (zum Teil) | 7,572         | 3456         | 2190,88        | [ 96 ]  |
| 093510 | Bondorf                   | Schnaittach                         | Bondorf | 2,907         | 639          | 4549,26        | [ 97 ]  |
| 093520 | Freiröttenbach            | Schnaittach                         | Freiröttenbach, Lillinghof, Schäferhütte                                                                                     | 4,167         | 619          | 6732,54        | [ 98 ]  |
| 093521 | Germersberg               | Schnaittach                         | Germersberg, Laipersdorf | 5,905         | 720          | 8202,05        | [ 99 ]  |
| 093522 | Großbellhofen             | Schnaittach                         | Großbellhofen, Röhrischhof, Untersdorf, Weigensdorf                                                                          | 4,040         | 620          | 6515,65        | [ 100 ] |
| 093527 | Haidling                  | Schnaittach                         | Frohnhof, Haidling | 2,540         | 347          | 7319,99        | [ 101 ] |
| 093532 | Hedersdorf                | Schnaittach                         | Hedersdorf, Kleinbellhofen, Lochhof, Lohmühle, Poppenhof, Schnaittach (zum Teil)                                             | 5,306         | 1248         | 4251,85        | [ 102 ] |
| 093545 | Kirchröttenbach           | Schnaittach                         | Kirchröttenbach | 0,615         | 225          | 2734,80        | [ 103 ] |
| 093558 | Osternohe                 | Schnaittach                         | Kreuzbühl, Osternohe, Schloßberg, Waizmannsdorf                                                                              | 4,365         | 925          | 4718,38        | [ 104 ] |
| 093562 | Rabenshof                 | Schnaittach                         | Enzenreuth, Hinterhof, Kaltenherberg, Rabenshof                                                                              | 1,975         | 354          | 5579,52        | [ 105 ] |
| 093572 | Siegersdorf               | Schnaittach                         | Siegersdorf | 1,582         | 348          | 4546,05        | [ 106 ] |
| 093465 | Schwaig bei Nürnberg      | Schwaig bei Nürnberg                | Malmsbach, Schwaig bei Nürnberg                                                                                              | 3,095         | 2855         | 1084,07        | [ 107 ] |
| 093404 | Behringersdorf            | Schwaig bei Nürnberg                | Behringersdorf | 2,805         | 1689         | 1660,57        | [ 108 ] |
| 093467 | Schwarzenbruck            | Schwarzenbruck                      | Fröschau, Gsteinach, Mauschelhof, Ochenbruck, Rummelsberg, Schwarzenbruck                                                    | 9,889         | 3196         | 3094,23        | [ 109 ] |
| 093403 | Altenthann                | Schwarzenbruck                      | Altenthann, Wallersberg | 3,802         | 1130         | 3364,32        | [ 110 ] |
| 093443 | Lindelburg                | Schwarzenbruck                      | Oberlindelburg, Pfeifferhütte (zum Teil), Unterlindelburg                                                                    | 6,810         | 1401         | 4861,16        | [ 111 ] |
| 093573 | Simmelsdorf               | Simmelsdorf                         | Au, Hüttenbach (zum Teil), Simmelsdorf                                                                                       | 5,919         | 1151         | 5142,15        | [ 112 ] |
| 093514 | Diepoltsdorf              | Simmelsdorf                         | Diepoltsdorf, Rampertshof, Unterachtel                                                                                       | 5,134         | 1416         | 3625,81        | [ 113 ] |
| 093523 | Großengsee                | Simmelsdorf                         | Großengsee, Mittelnaifermühle, Oberachtel, Obernaifermühle, Sankt Helena, Strahlenfels, Unternaifermühle, Winterstein        | 11,060        | 1510         | 7324,55        | [ 114 ] |
| 093541 | Hüttenbach                | Simmelsdorf                         | Bühl, Hüttenbach (zum Teil), Kaltenhof                                                                                       | 4,156         | 1190         | 3492,59        | [ 115 ] |
| 093555 | Oberndorf                 | Simmelsdorf                         | Oberndorf, Oberwindsberg, Sankt Martin, Unterwindsberg                                                                       | 7,079         | 1312         | 5395,51        | [ 116 ] |
| 093578 | Utzmannsbach              | Simmelsdorf                         | Judenhof, Utzmannsbach | 1,153         | 141          | 8175,95        | [ 117 ] |
| 093586 | Wildenfels                | Simmelsdorf                         | Ittling, Wildenfels | 6,364         | 624          | 10199,30       | [ 118 ] |
| 093579 | Velden                    | Velden                              | Velden | 4,757         | 2095         | 2270,67        | [ 119 ] |
| 093581 | Viehhofen                 | Velden                              | Pfaffenhofen, Viehhofen | 8,876         | 1086         | 8173,17        | [ 120 ] |
| 093582 | Vorra                     | Vorra                               | Vorra | 9,271         | 2373         | 3906,88        | [ 121 ] |
| 093501 | Alfalter                  | Vorra                               | Alfalter, Düsselbach | 6,843         | 1576         | 4341,69        | [ 122 ] |
| 093505 | Artelshofen               | Vorra                               | Artelshofen | 5,971         | 1247         | 4788,19        | [ 123 ] |
| 093477 | Winkelhaid                | [mehrere]                           | | 23,108        | 2895         | 7982,14        | [ 124 ] |
| 093477 | Winkelhaid 0              | Winkelhaid                          | Richthausen, Ungelstetten, Winkelhaid                                                                                        |               |              |                |         |
| 093477 | Winkelhaid 1              | Winkelhaid                          | |               |              |                |         |
| 093486 | Zerzabelshofer Forst      | Zerzabelshofer Forst                | | 6,554         | 43           | 152408,95      | [ 125 ] |